# ミヘイル・ガチェチラドゼ
ミヘイル・ガチェチラドゼ（グルジア語: მიხეილ გაჩეჩილაძე、Mikheil Gachechiladze、1990年12月24日 - ）は、ラグビー・ヨーロッパ・スーパーカップ、ブラックライオンに所属するラグビーユニオン選手。

## プロフィール
- ジョージア・トビリシ出身[1]。
- ポジションはフランカー(FL)。
- 身長 191cm、体重 105kg
- ジョージア代表キャップは21（2025年2月現在）でラグビーワールドカップ2023のジョージア代表に選ばれた[2]。

## 略歴
ハゲトマル、RCイエール・カルクイランヌラクラー、エニセイSTMを経て、2022年、ブラックライオンに加入。 